# 1880 in Italia

## Avvenimenti
- 14 marzo: raduno a Bologna dei socialisti della Romagna e dell’Emilia, organizzata da Andrea Costa[1]. Questo incontro è un primo passo verso la federazione di tutti i socialisti d'Italia.

- 16 e 23 maggio: elezioni politiche[2]. La destra ha ottenuto circa 170 seggi, la sinistra al governo 220 e l’estrema sinistra circa 100. Questo equilibrio di potere porterà Depretis a cercare un accordo con la destra e a formare coalizioni. («trasformismo»).

- 26 maggio: apertura della XIV legislatura del Regno d'Italia[2].

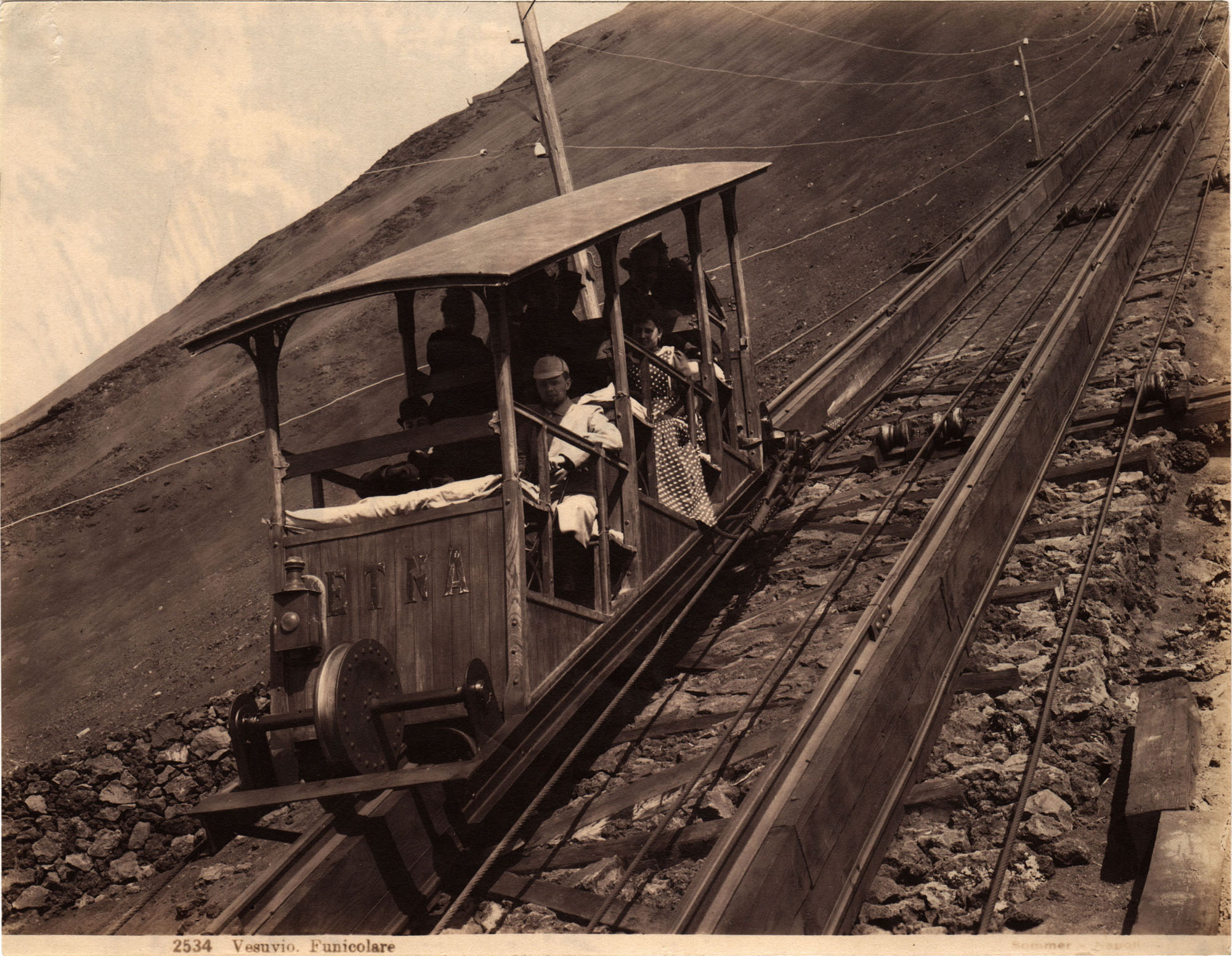
La funicolare del Vesuvio.

- 6 giugno: inaugurazione della  funicolare del Vesuvio[3].

- 7 luglio: la  società di navigazione genovese di Rubattino ottiene la concessione della ferrovia Tunisi-La Goletta-La Marsa, in concorrenza con i francesi della Compagnie des chemins de fer Bône-Guelma[4].

- 6 - 11 settembre: congresso di Milano, secondo congresso internazionale per il miglioramento delle condizioni dei sordomuti[5].

- 27 novembre terminano a Roma i lavori di costruzione del Teatro Costanzi, che viene inaugurato, alla presenza di Umberto I  e della regina Margherita, con la Semiramide di Rossini.

- 30 settembre: quinta enciclica Grande Munus di Papa Leone XIII.

- 14 novembre: Francesca Saveria Cabrini fonda la congregazione  Missionarie del Sacro Cuore di Gesù[6].

- Villa Cristina, che si trova a Firenze, viene acquistata dal principe Pandolfina di San Giuseppe, senatore del regno.

- a Milano viene costruita la Porta Volta.

- a Roma viene costruita la chiesa di San Paolo dentro le Mura, la prima chiesa non cattolica costruita a Roma dopo l'Unità d'Italia.

## Economia
- nel 1880 in Italia ci sono 9290 km di ferrovie[7].

- vengono fondati:
  - il Banco di Roma
  - la Società Italiana per le Condotte d'Acqua
  - la Fonderia Nebiolo

## Cultura

### Letteratura
sono pubblicati:
- Gocce d'inchiostro, romanzo di Carlo Dossi.
- Sessanta novelle popolari montalesi, un libro di fiabe raccolte da Gherardo Nerucci. Contriene tra le altre:
  - Fanta-Ghirò, persona bella

Giovanni Verga pubblica:
- La roba, una novella pubblicata sulla rivista La Rassegna Settimanale.
- Vita dei campi, una raccolta di racconti tra cui:
  - Fantasticheria
  - Guerra di santi
  - L'amante di Gramigna
  - Jeli il pastore
  - La Lupa
  - Cavalleria rusticana

### Ricerca
- nasce l'Archivio di psichiatria, antropologia criminale e scienze penali per servire allo studio dell'uomo alienato e delinquente, pubblicazione accademica fondata a Torino da Cesare Lombroso e Raffaele Garofalo

### Stampa
- nasce l'L'Eco di Bergamo, quotidiano, vicino alla Chiesa cattolica.